# Qantas Airways

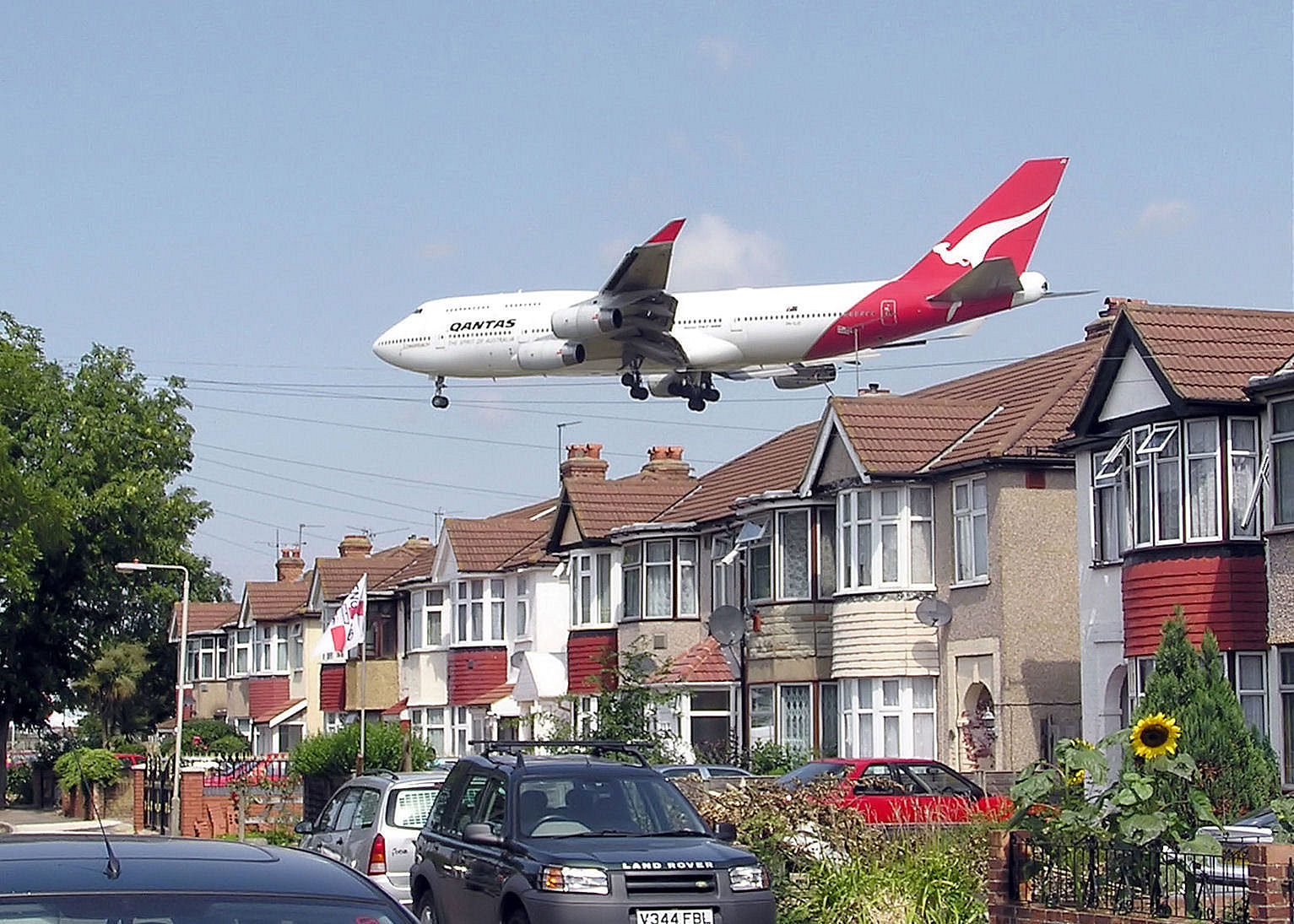
En Qantas Boeing 747-438 flyger lågt över hustaken vid Myrtle Avenue, nära Heathrow.

Qantas Airways är Australiens största flygbolag. Namnet Qantas är en akronym för "Queensland and Northern Territory Aerial Services Limited." De viktigaste internationella rutterna för flygbolaget är de så kallade kängururutterna, Storbritannien-Australien via Hongkong, Singapore och Bangkok; samt Los Angeles-rutten från Brisbane, Sydney, Melbourne och Auckland och rutten mellan Australien och Nya Zeeland. Företaget använder sig av bland annat A380.
Qantas Airways har ett rykte om att vara det enda flygbolag som inte har drabbats av flygolyckor med dödlig utgång, något som bland annat togs upp i filmen Rain Man 1988. Det är dock inte sant – mellan 1927 och 1951 dog totalt 62 människor i åtta olyckor med Qantas Airways. Qantas har dock aldrig haft en olycka med dödlig utgång med ett jetflygplan, och ingen har heller omkommit i en flygolycka sedan 1951.
Qantas är det tredje äldsta flygbolaget i världen efter KLM och Avianca.

## Flotta

### Nuvarande flotta
Qantas Airways flotta består av följande flygplan (Augusti 2022):